# 4인용 식탁
4인용 식탁은 2003년 공개된 대한민국의 공포 스릴러 영화이다.

## 배역
- 박신양 : 강정원 역
- 전지현 : 정연 역
- 유선 : 희은 역
- 김여진 : 문정숙 역
- 정욱 : 강 목사 역
- 박원상 : 박문섭 역

## 수상
- 2003년 제36회 시체스영화제
  - 시민 케인상-주목 받는 감독 - 이수연
- 2004년 제40회 백상예술대상
  - 영화부문 신인감독상 - 이수연